# 威廉·羅伯特·布魯克斯
威廉·羅伯特·布魯克斯（William Robert Brooks，1844年6月11日—1922年5月3日）是美國天文學家。
威廉·羅伯特·布魯克斯被認為是有史以來最多產的彗星發現者之一，僅次於尚-路易斯·龐士。

## 彗星發現
1870年，威廉·羅伯特·布魯克斯與瑪麗·E·史密斯（Mary E. Smith）結婚後，布魯克斯搬到了菲爾普斯，並於1881年在紅屋天文台發現了他的第一顆彗星。紅屋天文台是他自己的天文台，擁有自己建造的望遠鏡。
1881年至1887年間，布魯克斯又發現了10顆彗星。1886年，他創造了一項記錄，在短短一個月內發現了三顆新彗星。
在貝拉米·帕特里奇（Bellamy Partridge）所寫的《鄉村律師》第261-262頁上可以找到他在菲爾普斯度過的一段簡短的軼事，貝拉米·帕特里奇給他起了筆名比利·鮑伯·里弗斯（Billy Bob Rivers）。
布魯克斯在紐約傑尼瓦市史密斯天文台觀測到16顆新彗星。
他專注於彗星的發現，包括12P/龐士-布魯克斯彗星、16P/布魯克斯彗星和明亮的肉眼彗星C/1911 O1（布魯克斯彗星）。

## 榮譽
布魯克斯一生中獲得利克天文台、太平洋天文學會、聖路易世界博覽會國際評審團、墨西哥天文學會頒發的獎章，1899年，他獲得法國科學院拉朗德獎。1888年，布魯克斯當選為英國皇家天文學會會員。布魯克斯也因其在1883年、1885年、1886年和1887年的特定彗星發現而獲得了華納獎（Warner Prize）。晚年，他被霍巴特學院任命為教授和榮譽科學博士。
小行星2773（布魯克斯）以他的名字命名。

## 去世
1921年2月，布魯克斯在通宵達旦地拍攝一顆正在逼近的彗星時摔倒。此後他在家臥床幾個月，直到5月3日在紐約傑尼瓦市去世。威廉·羅伯特·布魯克斯被埋葬在紐約格倫伍德公墓。